# 미스미스터 (음악 그룹)
미스미스터는 대한민국의 트로트 음악 그룹이다.

## 데뷔
- 2013년 정규 앨범 "따지지마"

## 음반
- 2021년 사랑하는 님이시여
- 2017년 풍각쟁이
- 2015년 광대
- 2013년 따지지마